# Piccolomini

Brasão de armas dos Piccolomini

Piccolomini (pronunciado pikkoˈlɔːmini) é uma família nobre italiana, que teve destaque em Siena a partir do início do século XIII.

## História
Em 1220, Engelberto d'Ugo Piccolomini recebeu o feudo de Montertari em Vale de Orcia do imperador Frederico II, como recompensa por serviços prestados. A família comprou casas e torres em Siena e castelo na república: o território incluía Montone e Castiglione; eles venderam a última comuna em 1321.
A família obteve grande riqueza através do comércio e estabelecendo casas de contabilidade em Gênova, Veneza, Aquileia, Trieste, para além de noutras cidades de França e Alemanha. Defensores da causa Guelfa nos tumultos civis em que Siena foi envolvida, foram expulsos da cidade durante o período de Manfredo da Sicília e as suas casas foram demolidas; voltaram a triunfar após as vitórias de Anjou, sendo expulsos mais uma vez durante o breve reinado de Conradino da Germânia e retornaram novamente para Siena com a ajuda de Carlos de Anjou. Mas, através de sua atividade política desenfreada, os Piccolomini perderam sua influência comercial, que passou para as mãos dos Florentinos, embora eles tenham mantido seus palácios, castelos e cerca de vinte feudos, alguns dos quais se encontravam no território de Amalfi e que tinham grande extensão.
Outro ramo da família obteve um grande sucesso no Reino de Nápoles, tornando-se um dos "sete grandes casas" do reino.

## Membros da família
Muitos membros da casa eram eclesiásticos ilustres, generais e estadistas em Siena e em outros lugares.
Dois deles se tornaram papas:
- Enea Silvio Piccolomini (nome papal Pio II)
- Francesco Piccolomini (nome papal Pio III)